# Fatty and the Heiress
Fatty and the Heiress é um filme mudo de comédia curta norte-americano de 1914, dirigido e estrelado por Fatty Arbuckle.

## Elenco
- Fatty Arbuckle
- Edward Dillon - (como Eddie Dillon)
- Minta Durfee
- Al St. John
- Slim Summerville